# Горбунов, Степан Петрович (Герой Советского Союза)
Степан Петрович Горбунов (1902—1969) — советский военнослужащий. Участник Гражданской и Великой Отечественной войн. Герой Советского Союза (1944). Гвардии старшина.

## Биография
Степан Петрович Горбунов родился 17 августа 1902 года в посёлке Екатерининка Верхотурского уезда Пермской губернии Российской империи (ныне посёлок Ивдельского городского округа Свердловской области Российской Федерации) в семье рабочего золотых приисков. Русский. Образование начальное.
В 1918—1925 годах С. П. Горбунов служил в Рабоче-крестьянской Красной Армии. Участник Гражданской войны в составе 7-го Уральского добровольческого полка Красной Армии и Кавалерийской бригады Котовского 45-й стрелковой дивизии. После демобилизации вернулся в родные места. С 1927 года работал каменщиком на Надеждинском металлургическом заводе, затем трудился буровым рабочим на Масловском руднике.
Вновь в Красную Армию Степан Петрович был призван Серовским районным военкоматом Свердловской области в первой половине августе 1941 года. С 15 августа 1941 года — на фронте. Воевал сапёром в инженерных частях 29-й армии Западного и Калининского фронтов. Участник Калининской оборонительной операции Битвы за Москву. В декабре 1941 года на базе разрозненных инженерных подразделений 29-й армии был сформирован 71-й отдельный армейский инженерный батальон, в состав которого попал и младший сержант С. П. Горбунов. В должности командира сапёрного отделения Степан Петрович участвовал в Калининской наступательной операции и в кровопролитных операциях Ржевской битвы. Его отделение было одним из лучших в батальоне. При строительстве оборонительных укреплений бойцы Горбунова всегда выполняли дневные нормы на 150—180 %. Степан Петрович всегда умел расставить людей таким образом, что в условиях постоянного обстрела отделение выполняло боевые задания в срок и без потерь в личном составе. Во время наступательных операций сапёры Горбунова быстро устраняли инженерные заграждения противника, обеспечивая продвижение вперёд стрелковых и танковых частей армии. Степан Петрович отличился в бою за деревню Гридино в июне 1942 года. Во время танковой атаки на населённый пункт немцы вели яростный миномётный и пулемётный огонь, пытаясь отсечь пехоту от танков. Когда им удалось заставить пехоту залечь, младший сержант Горбунов личным примером поднял бойцов в атаку. Позднее со своим отделением Степан Петрович в условиях непрекращающегося артиллерийского обстрела и бомбёжки с воздуха в короткие сроки восстановил мосты через Волгу и Вазузу, имевшие большое значение для снабжения подразделений армии. 31 августа 1942 года 29-я армия была передана Западному фронту и заняла оборонительные позиции по левом берегу Волги, которые удерживала до февраля 1943 года.
3 февраля 1943 года 29-я армия была выведена в резерв Ставки Верховного Главнокомандования и переформирована в 1-ю танковую армию, а батальон, в котором служил сержант С. П. Горбунов, в свою очередь был реорганизован в 71-й отдельный моторизованный инженерный батальон. 15 февраля 1943 года армия была включена в состав особой группы генерала М. С. Хозина, в составе которой действовала до 12 марта, после чего была выведена в резерв. С апреля 1943 года сержант С. П. Горбунов на Воронежском фронте. В ходе начавшейся летом 1943 года Курской битвы батальон, в котором служил сержант Горбунов, осуществлял инженерное сопровождение 112-й танковой бригады. Степан Петрович со своими бойцами отличился во время работы на переправе через реку Ивенка у деревни Александровка Ракитянского района Белгородской области. Отделение осуществляло переброску войск через водную преграду, когда к переправе просочилась группа немецких автоматчиков численностью до 35 человек. Сапёры приняли неравный бой, в ходе которого трижды попадали в окружение. Проявив стойкость и отвагу, они в решающей рукопашной схватке обратили противника в бегство, при этом сержант Горбунов лично уничтожил трёх немецких солдат.
В августовских боях во время Белгородско-Харьковской операции Степан Петрович был ранен и эвакуирован в медсанбат. В это время 1-я танковая армия была выведена в резерв. В составе своего батальона С. П. Горбунов вернулся на фронт 10 ноября 1943 года в звании старшего сержанта. Участвовал в освобождении Правобережной Украины (Житомирско-Бердичевская и Проскуровско-Черновицкая операции). В бою при освобождении села Колодиевка Станиславской области проявил мужество и отвагу. Захватив вражеский зенитный пулемёт, он метким огнём подавил несколько огневых точек противника, препятствовавших продвижению вперёд сапёрного взвода. За отличие в боях на Правобережной Украине приказом НКО СССР № 0016 от 25 апреля 1944 года 1-я танковая армия была преобразована в 1-ю гвардейскую, а инженерный батальон, в котором служил старший сержант С. П. Горбунов, стал 13-м гвардейским отдельным моторизованным инженерным Проскуровским батальоном.
Геройски отделение гвардии старшего сержанта С. П. Горбунова действовало в ходе Львовско-Сандомирской операции. 18 июля 1944 года при постройке моста через реку Западный Буг в районе села Добрячин под огнём противника в течение 7 часов Степан Петрович вместе с отделением устанавливал прогоны моста, перевыполнив дневную норму на 300 %. 24 июля под артиллерийским и пулемётным огнём противника в течение 9 часов строил мост через реку Сан в районе населённого пункта Высоцко (Wysocko, Ярославский повят Подкарпатского воеводства). Особо отличился гвардии старший сержант С. П Горбунов при форсировании реки Висла. При строительстве моста через реку у населенного пункта Седлещаны (Siedleszczfny) юго-западнее города Тарнобжег 1-5 августа 1944 года в условиях непрекращающегося артиллерийского обстрела и регулярных налётов вражеской авиации он сумел организовать доставку тяжёлых мостовых прогонов к месту строительства, благодаря чему мост был возведён в срок. 6 августа во время переправы советских войск началась бомбёжка, во время которой многие бойцы были сброшены в реку взрывной волной. Старший сержант С. П. Горбунов и его сослуживец младший сержант А. М. Чупин бросились в воду и спасли более 20 человек, в том числе трёх офицеров, после чего занялись восстановлением переправы, обеспечив успех наступательной операции 1-й гвардейской танковой армии генерала Катукова. За образцовое выполнение боевых заданий командования на фронте борьбы с немецкими захватчиками и проявленные при этом отвагу и геройство указом Президиума Верховного Совета СССР от 23 сентября 1944 года гвардии старшему сержанту Горбунову Степану Петровичу было присвоено звание Героя Советского Союза.
В дальнейшем Степан Петрович в составе своего подразделения воевал на 1-м Белорусском фронте. Участвовал в Варшавско-Познанской, Восточно-Померанской и Берлинской операциях. Боевой путь он завершил в Берлине. Демобилизовавшись из армии 15 мая 1945 года в звании старшины, он вернувшись на Урал. Работал инструктором Ивдельского горкома КПСС. Некоторое время жил в Свердловске, затем вернулся в Ивдель. 15 декабря 1969 года Степан Петрович скончался. Похоронен в городе Ивделе Свердловской области.

## Награды
- Медаль «Золотая Звезда» (23.09.1944);
- орден Ленина (23.09.1944);
- орден Красной Звезды (08.10.1943)[7].
- Медали, в том числе:

медаль «За отвагу» — трижды (10.10.1942; 29.05.1944; 10.04.1945);
медаль «За победу над Германией в Великой Отечественной войне 1941—1945 гг.».

## Память
- Имя Героя Советского Союза С. П. Горбунова носит одна из улиц города Ивдель.

## Документы
- Общедоступный электронный банк документов «Подвиг Народа в Великой Отечественной войне 1941—1945 гг.» Архивировано 13 марта 2012 года.

Герой Советского Союза. Архивировано 15 мая 2013 года.
Указ Президиума Верховного Совета СССР. Архивировано 15 мая 2013 года.
Указ Президиума Верховного Совета СССР. Архивировано 15 мая 2013 года.
Орден Красной Звезды. Архивировано 15 мая 2013 года.
Медаль «За отвагу» (1942). Архивировано 15 мая 2013 года.
Медаль «За отвагу» (1944). Архивировано 15 мая 2013 года.
Медаль «За отвагу» (1945). Архивировано 15 мая 2013 года.